# Ludmila van Podiebrad
Ludmila van Podiebrad (16 oktober 1456 - Liegnitz, 20 januari 1503) was van 1488 tot 1503 hertogin van Brieg en Ohlau. Ze behoorde tot het huis Podiebrad.

## Levensloop
Ludmila was de jongste dochter van koning van Bohemen George van Podiebrad en diens tweede echtgenote Johanna van Rosental. 
In 1460 werd ze door haar vader verloofd met George, de enige zoon en erfgenaam van hertog Lodewijk IX van Beieren-Landshut. Dit huwelijk zou haar vader namelijk een bondgenoot opleveren in zijn poging om Rooms-Duits koning te worden.
De verandering van de politieke plannen van George van Podiebrad in 1461 zorgde er echter voor dat de verloving tussen George van Beieren en Ludmila door haar vader verbroken werd en vervolgens werd ze verloofd met de Hongaarse magnaat Wawrzyńcem Uljakim. George van Podiebrad wilde namelijk steun van de Hongaarse magnaten verwerven om koning Matthias Corvinus, gehuwd met Ludmila's halfzus Catharina, af te zetten en vervolgens zelf koning van Hongarije te worden. Toen Catharina in 1464 stierf, werd de relatie tussen de koningen van Hongarije en Bohemen onvriendelijk. Het was in die periode dat haar vader opnieuw het idee had om Ludmila opnieuw uit te huwelijken aan George van Beieren. Dit engagement besloot George van Podiebrad in 1468 te verbreken toen hij zich in politieke isolatie bevond. Vervolgens wilde hij Ludmila uithuwelijken aan Wladislaus Jagiellon, de oudste zoon van koning Casimir IV van Polen, maar ook dit plan ging niet door. Nadat haar vader in 1471 overleden was, wees haar moeder Wladislaus Jagiello aan als de nieuwe koning van Bohemen en in 1490 werd Wladislaus in opvolging van Matthias Corvinnus ook koning van Hongarije.
Uiteindelijk huwde ze op 5 september 1474 met hertog Frederik I van Liegnitz en in 1475 ondernamen beide echtelieden een pelgrimstocht naar Rome. Ze kregen drie zonen:
- Jan II (1477-1495), hertog van Liegnitz
- Frederik II (1480-1547), hertog van Liegnitz en Brieg
- George I (1481/1483 - 1521), hertog van Liegnitz en Brieg

Na de dood van haar echtgenoot in mei 1488 volgden haar drie zonen hem op als hertog van Liegnitz, Lüben en Haynau. Omdat ze nog alle drie minderjarig waren, nam Ludmila het regentschap in deze hertogdommen op. Ludmila zelf erfde dan weer de hertogdommen Brieg en Ohlau en zou beide hertogdommen besturen tot aan haar eigen dood in 1503.
In 1495 overleed haar oudste zoon Jan II, waarna Ludmila nog tot in 1498 regent bleef voor haar zonen Frederik II en George I. Dit jaar werden ze officieel volwassen verklaard en konden ze zelfstandig beginnen regeren. In 1503 stierf ze, waarna haar hertogdommen naar haar twee zonen gingen. In 1505 verdeelden Frederik II en George I hun gezamenlijke regeringsgebied.